# بورسو دل گراپا
بورسو دل گراپا (به ایتالیایی: Borso del Grappa) یک کومونه در ایتالیا است که در استان ترویزو واقع شده‌است.

## خصوصیات
بورسو دل گراپا ۳۳ کیلومترمربع مساحت و ۵٬۷۵۶ نفر جمعیت دارد.